# Rudolf Colloredo

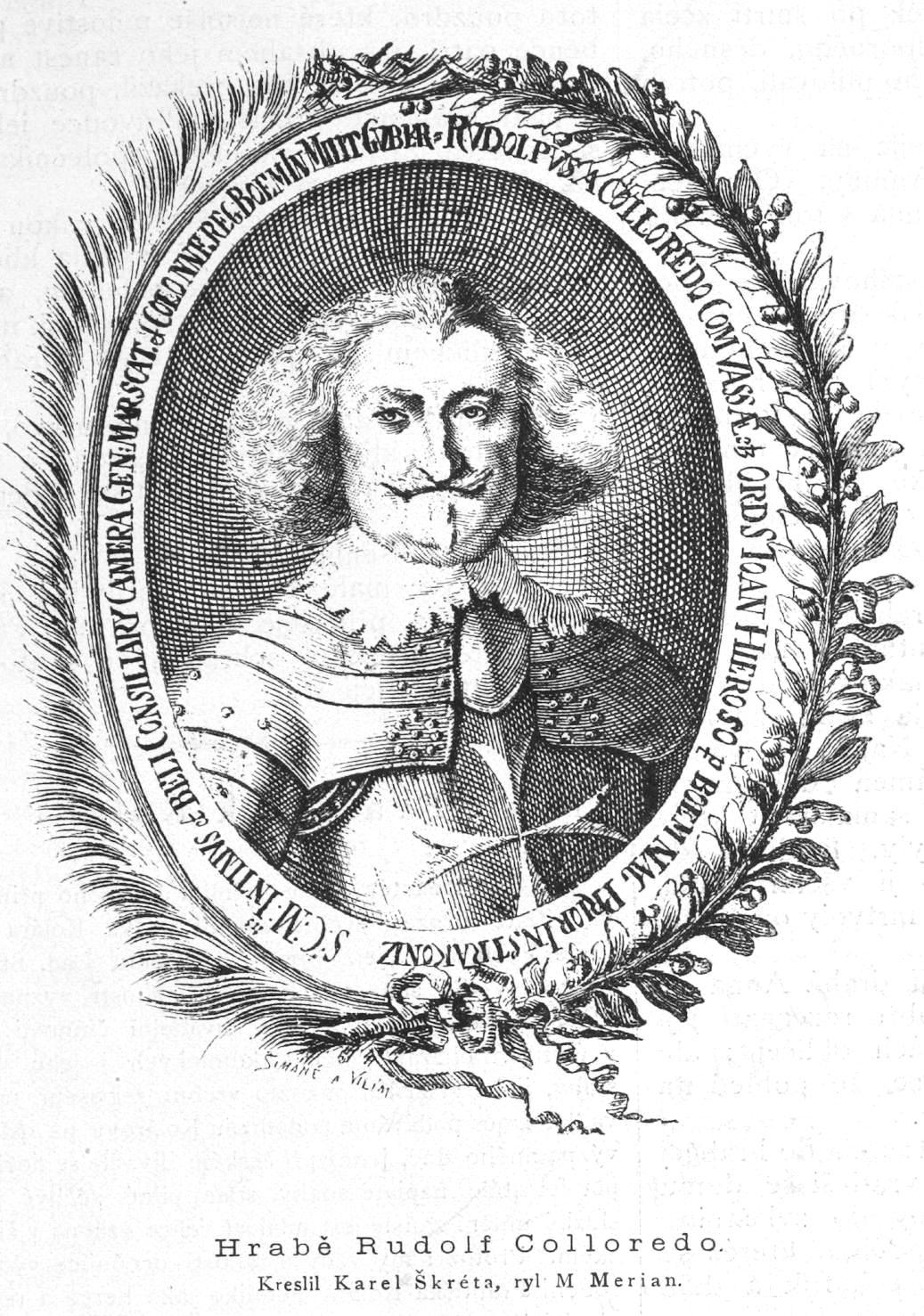
Rudolf Colloredo

Rudolf Hieronim Euzebiusz Colloredo (ur. 2 listopada 1585 w Czeskich Budziejowicach, zm. 24 lutego 1657 w Pradze) – graf Wallsee, jeden z czołowych dowódców armii cesarskiej na frontach wojny trzydziestoletniej. 
Był synem magnata ziemskiego Adalberta Ludwika Colloredo i Perli de Poleccio. Najwybitniejszy obok Gottfrieda Heinricha von Pappenheim dowódca jazdy cesarskiej doby wojny trzydziestoletniej, po raz pierwszy zasłynął atakiem na centrum armii czeskiej w bitwie na Białej Górze w listopadzie 1620 r.
W pięć lat później uczestniczył razem z Wallensteinem i Tilly'm w interwencji w Danii. Później, będąc wraz z bratem Fryderykiem Colloredo pod rozkazami Jana Tilly, brał udział w zdobyciu i spaleniu Magdeburga (maj 1631). Dowodził rezerwą kawalerii cesarskiej w bitwie pod Breitenfeld (wrzesień 1631). Osłaniał odwrót rozbitej armii cesarskiej po bitwie pod Rain nad rzeką Lech (kwiecień 1632); zginął tam brat Fryderyk. 15 listopada 1632 przez cały dzień powstrzymywał armię Gustawa Adolfa pod Weisenfell, a dzień później dowodził prawym skrzydłem sił Wallensteina pod Lützen. Pobił Bernharda Sasko-Weimarskiego pod Kirchoff (czerwiec 1633) i został pokonany przez wojska saskie generała Arnima pod Legnicą (maj 1634). 
Został mianowany marszałkiem i do końca wojny objął funkcję generalnego dowódcy kawalerii cesarskiej.